# Аршак II (царь Иберии)
Аршак II или Арсук (груз. არშაკ/არსუკ, ? — 1 н. э.), называемый в латинских источниках Артаксием — царь Иберии в 20 до н. э — 1 н. э. (датировка К. Л. Туманова, по хронике 23—3 до н. э.). Его отцом был Мириан II, а матерью — армянская (или, возможно, парфянская, хотя возможно, что и иберийская) принцесса.
Аршак II или Арсук, согласно легендарной истории в средневековых грузинских летописях, был потомком вавилонского царя Нимрода, пытавшегося построить Вавилонскую башню до небес и основателя Иберийского царства Фарнаваза I по отцу, и происходил от Аршакидов через свою мать.
По наступлении нашей эры Аршак столкнулся с возвращением из Армении возмужавшего князя Адерки, сына Картама Колхидского и дочери Фарнаваза II Иберийского. Из битвы Адерки вышел победителем и стал царём Парсманом или Фарасманом I.